# 唐世凤
唐世凤（1903年—1971年8月25日），号天昌，江西泰和人，中国海洋学家、教育家。

## 生平
唐世凤从1930年代起便长期从事海洋调查及研究工作、海洋学的教学工作，学习并引进了现代海洋科学， 研究范围涉及海洋生物、物理海洋、海洋化学、海洋渔业、盐业、中国海洋史等，于1946年创建了中国最早的海洋研究所和海洋学系——中国海洋研究所和厦门大学海洋学系，是中国现代海洋科学研究及海洋科学教育事业的奠基者之一。

## 年表
- 1903年 出生于江西省泰和县螺溪镇郭瓦村
- 1932年 南京中央大学生物系毕业
- 1934年 参加由中央研究院动植物研究所、中国科学社等组成的“南海生物调查团”，对海南岛、西沙群岛等南海海域进行了中国近代第一次多学科、长时间的团队考查
- 1935年 参加由中央研究院动植物研究所、气象研究所等组织的“渤海海洋调查”，对渤海、黄海北部进行了中国近代第一次多学科、长时间航海作业的海洋调查。
- 1936年 受中央研究院动植物研究所委派到浙江沿海进行渔业、盐业调查
- 1937年 考取第五届中央庚款，赴英国利物浦大学留学
- 1939年 获哲学博士学位，任利物浦大学海洋系研究员
- 1941年 携眷回国，任中国地理研究所海洋组主任，与福建省合作成立“福建海洋考查团”任团长，该考查团是抗战期间国内唯一坚持工作的海洋考查团队
- 1946年 创建了中国最早的海洋研究所和海洋学系——中国海洋研究所和厦门大学海洋学系，任所长兼系主任
- 1951年 与孙云铸、张春霖、伍献文、朱树屏、张玺、沈嘉瑞七人创办了中国海洋湖沼学会
- 1952年 全国高校院系调整，带领厦门大学海洋系大部分师生到山东大学，与山东大学物理系气象组合并成立海洋学系
- 1966年 遭受诬陷迫害
- 1968年 冬，在饥寒病痛中，被迫扫雪跌倒致残，专案组多次阻挠医院治疗
- 1971年 8月25日病逝，终年六十八岁
- 1980年 9月，唐世凤与其夫人王敏一案平反，12月25日举行了追悼会

## 主要著作
- 《东山海洋调查报告》 著名”自然“杂志 155卷 3927期，1945，发表的中国第一篇海洋物理论文
- 《中国铁线虫志》
- 《海南岛比目鱼志》
- 《爱尔兰海干贝的人工孵化及其生长率》
- 《渤海海洋调查报告》（海洋物理部分）
- 《干贝之繁殖》